# 조화순
조화순(1934년 ~ , 인천광역시)은 대한민국의 목사이다. <동일방직> 최초로 여성 지부장과 여성 간부로만 구성된 노동조합 집행부를 탄생시키는 데 주도적인 역할을 했다.

## 학력
- 인천여자중학교
- 인천여자고등학교
- 감리교신학대학

## 경력
- 달월교회 담임목사
- 1966년 : 인천도시산업선교회 목사
- 1966년 : 동일방직
- 1972년 : 동일방직 지부장
- ~ 1983년 : 인천도시산업선교회 총무
- ~ 1996년 : 달월교회 목사
- 산돌교회 목사

## 저서
- 《낮추고 사는 즐거움》. 도솔. 2005년. ISBN 8972201596

## 상훈
- 2007년 대한민국 인권상 국민훈장
- 2007년 제5회 한국여성지도자상 대상